# Hockey Valdagno 1938 2017-2018
Questa voce raccoglie le informazioni riguardanti l'Hockey Valdagno 1938 nelle competizioni ufficiali della stagione 2017-2018.

## Maglie e sponsor
Lo sponsor ufficiale per la stagione 2017-2018 è Admiral Group.
| 1ª divisa | 2ª divisa |

## Organico

### Giocatori
| N° | Naz.                 | Ruolo | Sportivo             |  |  |  |
| -- | -------------------- | ----- | -------------------- |  |  |  |
| 2  | Italia (bandiera)    | D     | Samuel Amato         |  |  |  |
| 3  | Argentina (bandiera) | A     | Martin Montivero     |  |  |  |
| 4  | Spagna (bandiera)    | A     | Luis Pallares Peidro |  |  |  |
| 6  | Spagna (bandiera)    | D     | Juan Fariza          |  |  |  |
| 8  | Italia (bandiera)    | A     | Massimo Tataranni    |  |  |  |
| 10 | Italia (bandiera)    | P     | Massimo Cunegatti    |  |  |  |
| 17 | Italia (bandiera)    | D     | Stefano Campagnolo   |  |  |  |
| 57 | Italia (bandiera)    | D     | Fabio Guiotto        |  |  |  |
| 77 | Argentina (bandiera) | A     | Emiliano Romero      |  |  |  |

### Staff tecnico
- Allenatore:  Franco Vanzo